# Ignacia Bernuy y Valda
Ignacia Bernuy y Valda (Madrid, ? - 10 de març de 1874), marquesa d'Orani, va ser una aristòcrata, compositora i pianista madrilenya. Va escriure algunes composicions musicals, de les quals van publicar-se dues.
Era filla de Francisco de Paula Bernuy i d'Ana Agapita de Valda, marquesos de Valparaíso i comtes de Montealegre. Va ser germana de José Eusebio, María de la Soledad, María del Carmen, Joaquina i Maria de los Desamparados Bernuy y Valda. Va casar-se en primeres núpcies amb el seu oncle, Federico Bernuy y Fernández de Henestrosa, marquès de Campo Alegre. En morir aquest, va casar-se amb Leandro Ruiz Cuevas, de qui també va quedar vídua. Es casà en terceres núpcies amb Martín Salto y Huelves, marquès pontifici de Huelves.
Va ostentar el títol de marquesa d'Orani. Fou pianista i compositora afeccionada, i va rebre una educació musical corresponent al seu estatus social. Així mateix, va escriure diverses composicions, de les quals només va ser publicada una Marcha, d'èxit relatiu, i una Missa de Glòria a quatre veus i orquestra. El 23 d'agost de 1853 va cantar la darrera a l'església de la Mare de Déu d'Atocha, a Madrid, la qual va ser molt elogiada pel públic. A la mort de Bernuy, el 10 de març de 1874, el seu espòs la va fer imprimir per perpetuar la seva memòria. A l'obra, s'hi van adjuntar comentaris laudatoris de la premsa madrilenya.
De la Missa de Glòria, Baltasar Saldoni explica que demostra poca pràctica en l'orquestració, com passa en moltes obres primerenques de molts autors, però destaca el bon efecte, mestria i harmonies atrevides d'altres fragments, que pocs posaven en pràctica llavors.